# Phytophthora citricola
Phytophthora citricola Sawada – gatunek organizmów należący do grzybopodobnych lęgniowców. Organizm mikroskopijny, pasożyt atakujący liczne gatunki roślin i wywołujący u nich chorobę zwaną fytoftorozą.

## Systematyka i nazewnictwo
Pozycja w klasyfikacji według Index Fungorum: Phytophthora, Peronosporaceae, Peronosporales, Peronosporidae, Peronosporea, Incertae sedis, Oomycota, Chromista.
Synonim: Phytophthora cactorum var. applanata Chester.

## Morfologia
Na pożywce PDA tworzy płatowatą, gwiaździstą i zwartą kolonię. Strzępki rozgałęzione, o szerokości 4–7 μm z nielicznymi zgrubieniami. Zoosporangia wyrastają zazwyczaj na końcach strzępek na szerokim i spłaszczonym zgrubieniu. Mają kształt kulisty, jajowaty lub odwrotnie gruszkowaty. Wymiary: 30–75 × 21–44 μm. Posiadają niewielkie, hialinowe, opadające brodawki z ujściem o średnicy 5 do 7 µm.
Jest homotaliczny. Kuliste i gładkie lęgnie są zazwyczaj parageniczne, rzadko amfigeniczne. Mają średnicę 18 –35µm. Plemnie zazwyczaj parageniczne, o wymiarach 9–13 × 7-8 µm. Oospory kuliste, w lęgni ułożone symetrycznie. Mają średnicę 16 – 30 μm. Na sztucznych pożywkach chlamydospory powstają rzadko i tylko u niektórych izolatów na pożywce kukurydzianej.

## Występowanie
Gatunek szeroko rozprzestrzeniony na całym świecie. Pasożytuje na licznych gatunkach roślin. Przebywa w postaci grzybni na korzeniach i innych częściach porażonych roślin, oraz w postaci oospor w glebie. Wśród roślin uprawianych powoduje choroby różanecznika, pomarańczy, trzciny cukrowej, malin, chmielu, pomidora. U drzew powoduje fytoftorozę drzew. W Polsce atakuje brzozę, buka, dęba, jesion, jodłę, modrzew, olszę, sosnę, świerka, a u różanecznika powoduje zgorzel korzeni różanecznika.